# Paul Legriel
Paul Louis Auguste Legriel (né le 23 février 1866 à Paris 7e et mort le 5 juillet 1936 dans la même ville) est un architecte français.

## Biographie
Médaillé et lauréat de l’École des Beaux Arts de Paris, où il suivit notamment l’enseignement de Gustave Laurent Raulin, il fut diplômé par le Gouvernement en 1895 et fut admis, en 1896, à la Société Centrale des Architectes, sur présentation de MM Joseph Auguste Emile Vaudremer, Gustave Laurent Raulin et Lucien Tropey-Bailly.
Parallèlement à sa formation aux Beaux Arts, il étudia le droit et, après son inscription au barreau de Paris en 1897, il fut nommé Expert près la Cour d’Appel de Paris, le Tribunal civil et le Conseil de préfecture de la Seine. En 1898, il fut nommé Officier d'Académie.
Capitaine d’artillerie territoriale, engagé volontaire en 1914, il fut nommé Chevalier de la Légion d’honneur à titre militaire en 1917.
Bibliophile, amateur de belles éditions, il faisait partie de la Société de propagation des livres d’art mais il était également membre du cercle artistique et littéraire de la rue Volney, membre de la Société française d’archéologie et membre de nombreuses autres associations et groupements professionnels : Société des architectes diplômés par le Gouvernement (aujourd'hui Société française des architectes), Société Centrale des architectes (actuelle Académie d’architecture), Société des artistes français, Fondation Taylor, Confédération des travailleurs intellectuels, Commission d'hygiène du 8e arrondissement de Paris…
Titulaire d'une bourse de voyage, attribuée par le Conseil supérieur des beaux-arts en 1896, il fit de nombreux voyages à l'étranger pour parfaire sa formation  et participa à plusieurs expositions, salons et concours où son travail fut remarqué et récompensé, en France comme à l’étranger.

## Récompenses obtenues lors des salons, expositions et concours
- Deuxième médaille[13] et Bourse de voyage attribuée par le Conseil supérieur des beaux-arts au Salon des artistes français de 1896[14] pour un projet de Maternité Hôpital[15]
- Médaille de deuxième classe à l’Exposition internationale de Bruxelles de 1897[16]
- Médaille d’or au Congrès international d’hygiène et de démographie de Madrid de 1898[17] pour son projet de Maternité Hôpital[18]
- Médaille de bronze au concours des meilleures distributions intérieures, chambres des propriétaires (avant 1900)[19]
- Façade primée au Concours de façades de la ville de Paris de 1900 pour l’immeuble du 170 rue de la Convention[20], dans le 15e arrondissement de Paris[21]
- Diplôme d’honneur à l’Exposition de Hanoï de 1902 à 1903[22]
- Médaille d’or au Concours de façades de la ville de Paris de 1904[23]
- Récompense hors concours[24] à l’Exposition universelle de 1904 de Saint Louis du Missouri[25]

## Quelques réalisations architecturales
- 1899 : Immeuble sis 163 rue de la Convention, dans le 15e arrondissement de Paris[26]
- 1900 : Immeuble sis 170 rue de la Convention, dans le 15e arrondissement de Paris[27]
- 1901 : Immeuble sis 168 rue de la Convention, dans le 15e arrondissement de Paris
- 1902 : Immeubles sis 64 et 66 rue Spontini, dans le 16e arrondissement de Paris[28]
- 1905 : Immeuble sis 14 et 16 rue de Picpus, dans le 12e arrondissement de Paris[29]
- 1906 : Immeubles sis 7 rue Eugène-Labiche et 8 rue Édouard-Fournier, dans le 16e arrondissement de Paris[30]
- 1909 : Siège social de la CGFT[31], 3 rue Moncey , et agrandissement d'un immeuble de la CFTH[32], 10 rue de Londres, dans le 9e arrondissement de Paris[33]
- 1911 : Hôtel particulier sis 23 avenue Charles-Floquet, dans le 7e arrondissement de Paris[34]
- 1911 : Immeuble sis 48 rue des Belles-Feuilles, dans le 16e arrondissement de Paris[35]
- 1911 : Immeuble sis 9 rue Lallier, dans le 9e arrondissement de Paris[36]
- 1912 : Surélévation d'un étage de l'immeuble sis 22 avenue Hoche, dans le 8e arrondissement de Paris[37]
- 1914 : Immeubles sis 4 et 8 rue Marie-Benoist, dans le 12e arrondissement de Paris[38]
- 1923 : Surélévation de l'immeuble du 160 boulevard Haussmann, dans le 8e arrondissement de Paris[39]
- 1928 : Surélévation de l'immeuble de la CGFT au 3 de la rue Moncey, dans le 9e arrondissement de Paris[40]

Nombre de ses travaux n’ont pas encore été identifiés à ce jour, soit parce qu’ils ont été détruits pour construire des immeubles modernes, soit parce que les archives familiales ont été perdues ou détruites pendant la Seconde Guerre mondiale. Il en est ainsi des édifices réalisés à Paris : avenue Hoche (dans le 8e arrondissement), rue Octave-Feuillet (dans le 16e arrondissement), des travaux de restauration d’églises et de villages réalisés dans les régions libérées après la Première Guerre mondiale, des salles d’opérations chirurgicales…